# تيد بيلشر
تيد بيلشر (بالإنجليزية: Ted Belcher) هو عسكري أمريكي، ولد في 21 يوليو 1924 في Accoville, West Virginia ‏ في الولايات المتحدة، وتوفي في 19 نوفمبر 1966 في فيتنام الجنوبية.